# اهزم الشيطان (فلم)
اهزم الشيطان، (بالإنجليزية: Beat the Devil)، فيلم مغامرة كوميدي صدر عام 1953. أخرج الفيلم جون هيوستن، ولعب دور بطولته همفري بوغارت وجنيفر جونز وجينا لولوبريجيدا، وضم روبرت مورلي وبيتر لور وبرنارد لي. كتب هيوستن وترومان كابوت السيناريو، مبنيًا بالأساس على رواية تحمل نفس الاسم من قبل الصحفي البريطاني كلاود كوكبورن، والذي يكتب تحت الاسم المستعار جيمس هيلفيك. قام هيوستن بعمل الفيلم كنوع من المحاكاة الساخرة لفيلم الصقر المالطي، الذي أخرجه هيوستن والذي ظهر فيه بوغارت ولور. قال كابوت: «لقد قررت أنا وجون [هيوستن] أن نسخر من القصة، وأن نعاملها على أنها محاكاة ساخرة. بدلًا من جعلها نسخة أخرى من الصقر المالطي، حولناها إلى ... [محاكاة ساخرة] هذا النوع من الفيلم.»
يتعلق السيناريو، الذي كُتِب يوميًا أثناء تصوير الفيلم، بمغامرات طاقم متنوع من النصابين والأشرار الذين يحاولون الحصول على الأراضي الغنية برواسب اليورانيوم في كينيا أثناء انتظارهم في ميناء إيطالي صغير للسفر على متن سفينة بخارية في طريقها إلى مومباسا.

## الحبكة
بيلي دانرويثر أميركيٌ ثريٌ سابقًا لكنه يمر بأوقات عصيبة. يعمل على مضضٍ مع أربعة محتالين: بيترسون، ويوليوس أوهارا، والرائد جاك روس ورافيلو، الذين يحاولون الحصول على أراضٍ غنية باليورانيوم في شرق إفريقيا البريطانية. يشتبه بيلي في أن الرائد روس قتل ضابطًا في المستعمرة البريطانية وهدد بفضح خطتهم. أثناء الانتظار في إيطاليا للمرور إلى أفريقيا، التقى بيلي وزوجته ماريا مع زوجين بريطانيين، هاري وغويندولن تشيلم، الذين يعتزمان السفر على نفس السفينة. يبدو هاري رجلًا إنجليزيًا جيدًا وتقليديًا، في حين أن غويندولن متخبطة وطموحة. بيلي وغويندولن في علاقة غرامية، بينما ماريا تتغزل بهاري. يصبح لدى بيترسون شكٌ من احتمال أن يحاول آل تشيلم الحصول على اليورانيوم بأنفسهم. على الرغم من أن هذا غير صحيح، يبدو أن غويندولين قد أكدت ذلك، التي تكذب بشأن زوجها وتبالغ في أهميته.
قرر بيلي وبيترسون الاستيلاء على طائرة بدلًا من ذلك، لكن سيارتهما تدور فوق منحدر عندما كان يدفعانها بعد حدوث عطل ويُبلَّغ عنهما خطًا بأنهما قد قُتلا. من أجل استبدال مكان بيترسون المفقود، يقترب رافيلو من هاري تشيلم ويشرح مخططهم. عندها فقط، لمفاجأة الجميع، عاد بيلي وبيترسون إلى الفندق دون أن يصابا بأذى، تمامًا عندما يعلن القائد أن السفينة جاهزة أخيرًا للإبحار. على متن الطائرة، يكشف هاري أنه يعرف مخطط بيترسون ويعتزم إبلاغ السلطات. يأمر بيترسون الرائد روس بقتل هاري، لكن بيلي يحبط محاولة القتل. غير مصدق اتهامات هاري الغاضبة، ومع ذلك، فإن قائد السفينة في حالة سكر يلقي بهاري في السجن.
يتعطل محرك السفينة ويُخبَر الركاب أن يهربوا عن طريق قارب النجاة. عندما يذهب بيلي لإنقاذ هاري، يجد أنه حرر نفسه وغادر السفينة، ويعتزم السباحة إلى الشاطئ. بعد مغادرة السفينة، هبط الركاب على شاطئ أفريقي، حيث يُقبَض عليهم من قبل جنودٍ عرب. يُستجوبون من قبل أحمد، وهو مسؤول عربي يشتبه في أنهم قد يكونون جواسيس أو ثوريين. يحاول بيلي الهرب ويتودد لأحمد عندما يُلقى القبض عليه مرةً أخرى من خلال التحدث معه عن ريتا هيوارث، التي يدعي هاري أنه يعرفها. ثم أقنعه بيلي بإعادة الجماعة إلى إيطاليا عن طريق القوارب الشراعية.
بعد وصول الجماعة، يُستجوبون من قبل محققي سكوتلاند يارد، الذين يحققون في مقتل الضابط الاستعماري. في الوقت الذي يبدو فيه مُبهَرًا بالحديث السلس لبيترسون، تكشف غويندولن عن مخطط بيترسون، وتورطه في القتل ومحاولته قتل هاري.
اعتقل المحقق بيترسون وأوهارا وروس ورافيلو على الفور. مع اقتراب المحتالين الأربعة من الأصفاد، تتلقى غويندولين برقية من شرق إفريقيا البريطانية تقول إن هاري قد استحوذ على الأرض التي كان بيترسون والآخرون يهدفون للحصول على ثروتها؛ هو الآن ثري للغاية وعلى استعداد للتسامح مع غويندولن. بيلي يضحك بسعادة، قائلًا: «هذه هي النهاية، النهاية!»

## طاقم التمثيل
- همفري بوغارت في دور بيلي دانرويثر
- جينيفر جونز في دور السيدة غويندولن تشيلم
- جينا لوبريجيدا في دور ماريا دانرويثر
- روبرت مورلي في دور بيترسون
- بيتر لور في دور يوليوس أوهارا
- إدوارد أندرداون دور هاري تشيلم
- إيفور بارنارد في دور الرائد جاك روس
- ماركو تويلي في دور رافيلو
- برنارد لي في دور المفتش جاك كلايتون
- ماريو بيروني في دور ضابط محاسبة على متن السفينة اس اس نيانغا
- جوليو دونيني كمسؤول
- سارو اورزي كقبطان السفين
- خوان دي لاندا كسائق هيسبانو-سويزا
- ألدو سيلفاني في دور تشارلز، صاحب مطعم
- أليكس بوتشيت مدير فندق (غير معتمد)
- ميمو بولي في دور بارمان (غير معتمد)

## الإنتاج
أثناء تصوير فيلم اهزم الشيطان، فقد همفري بوغارت العديد من أسنانه في حادث حقيقي. بيتر سيلرز، الممثل الشاب غير المعروف الذي يتمتع بموهبة لتقليد الأصوات، أدّى بعض مقاطع بوغارت بصوته بينما كان بوغارت يتكيف مع فقدان أسنانه وغير قادر على التحدث بوضوح.
صُوِّر جزءٌ كبيرٌ من الفيلم في رافيلو، أعلى ساحل أمالفي في إيطاليا. تظهر الساحة المركزية أمام الكاتدرائية والعديد من المقاهي المحيطة بها. صُوِّرت بعض المشاهد أيضًا في آتراني القريبة، بما في ذلك -لفترة وجيزة- منطقة حمام السباحة في فندق كونفينتو لونا.

## وصلات خارجية
- مقالات تستعمل روابط فنية بلا صلة مع ويكي بيانات